# Nizozemsko na Letních olympijských hrách 2000
Nizozemsko na Letních olympijských hrách 2000 reprezentovala výprava 231 sportovců, z toho 147 mužů a 84 žen v 21 sportech.

## Medailisté
| Medaile | Jméno | Sport         | Disciplína                         |
| ------- | --- | ------------- | ---------------------------------- |
| Zlato   | Leontien Zijlaardová | Cyklistika    | Ženy silniční závod jednotlivců    |
| Zlato   | Leontien Zijlaardová | Cyklistika    | Ženy časovka jednotlivců           |
| Zlato   | Leontien Zijlaardová | Cyklistika    | Ženy stíhací závod (jednotlivkyně) |
| Zlato   | Anky van Grunsvenová | Jezdectví     | Drezura - jednotlivci              |
| Zlato   | Jeroen Dubbeldam | Jezdectví     | Parkurové skákání - jednotlivci    |
| Zlato   | Jacques Brinkman Jaap-Derk Buma Teun de Nooijer Jeroen Delmee Marten Eikelboom Piet-Hein Geeris Ronald Jansen Erik Jazet Bram Lomans Sander van der Weide Wouter van Pelt Diederik van Weel Remco van Wijk Stephan Veen Guus Vogels Peter Windt                                                  | Pozemní hokej | Turnaj mužů                        |
| Zlato   | Mark Huizinga | Judo          | Muži 90 kg                         |
| Zlato   | Pieter van den Hoogenband | Plavání       | Muži 100 m volný styl              |
| Zlato   | Pieter van den Hoogenband | Plavání       | Muži 200 m volný styl              |
| Zlato   | Inge de Bruijnová | Plavání       | Ženy 50 m volný styl               |
| Zlato   | Inge de Bruijnová | Plavání       | Ženy 100 m volný styl              |
| Zlato   | Inge de Bruijnová | Plavání       | Ženy 100 m motýlek                 |
| Stříbro | Leontien Zijlaardová | Cyklistika    | Ženy bodovací závod                |
| Stříbro | Ellen Bontje Arjen Teeuwissen Coby van Baalen Anky van Grunsvenová | Jezdectví     | Drezura - družstvo                 |
| Stříbro | Albert Voorn | Jezdectví     | Parkurové skákání - jednotlivci    |
| Stříbro | Michiel Bartman Dirk Lippits Diederik Simon Jochem Verberne | Veslování     | Muži párová čtyřka                 |
| Stříbro | Pieta van Dishoecková Eeke van Nesová | Veslování     | Ženy dvojskif                      |
| Stříbro | Tessa Appeldoorn Elien Meijer Nelleke Penninx Martijntje Quik Carin ter Beek Pieta van Dishoecková Eeke van Nesová Anneke Venema Marieke Westerhof | Veslování     | Ženy osmiveslice                   |
| Stříbro | Margriet Matthijsse | Jachting      | Třída Europe                       |
| Stříbro | Inge de Bruijnová Chantal Groot Thamar Henneken, Wilma van Hofwegen Manon van Rooijen | Plavání       | Ženy štafeta 4 x 100 m volný styl  |
| Stříbro | Kristie Boogertová Miriam Oremansová | Tenis         | Ženy čtyřhra                       |
| Bronz   | Wietse van Alten | Lukostřelba   | Muži jednotlivci                   |
| Bronz   | Minke Booij Ageeth Boomgaardt Julie Deiters Mijntje Donners Clarinda Sinnige Piet-Hein Geeris Fatima Moreira de Melo Hanneke Smabers Minke Smabers Margje Teeuwen Carole Thate Daphne Touw Fleur van de Kieft Dillianne van den Boogaard Macha van der Vaart Suzan van der Wielen Myrna Veenstra | Pozemní hokej | Turnaj žen                         |
| Bronz   | Pieter van den Hoogenband | Plavání       | Muži 50 m volný styl               |
| Bronz   | Johan Kenkhuis Pieter van den Hoogenband Mark van der Zijden Marcel Wouda Martijn Zuijdweg | Plavání       | Muži štafeta 4 x 200 m volný styl  |